# Omegna Calcio 1984-1985
Questa voce raccoglie le informazioni riguardanti l'Omegna Calcio nelle competizioni ufficiali della stagione 1984-1985.

## Rosa
| N. |                   | Ruolo | Calciatore         |
| -- | ----------------- | ----- | ------------------ |
|    | Italia (bandiera) | A     | Roberto Antelmi    |
|    | Italia (bandiera) | D     | Giuseppe Arosio    |
|    | Italia (bandiera) | C     | Walter Biffi       |
|    | Italia (bandiera) | C     | Davide Boni        |
|    | Italia (bandiera) | C     | Giorgio Casalino   |
|    | Italia (bandiera) | D     | Mauro Colla        |
|    | Italia (bandiera) | C     | Marco Falsettini   |
|    | Italia (bandiera) | A     | Damiano Farina     |
|    | Italia (bandiera) | D     | Francesco Federico |

| N. |                   | Ruolo | Calciatore        |
| -- | ----------------- | ----- | ----------------- |
|    | Italia (bandiera) | A     | Marco Livorno     |
|    | Italia (bandiera) | C     | Luca Pellini      |
|    | Italia (bandiera) | D     | Walter Tagliente  |
|    | Italia (bandiera) | C     | Domenico Tassiero |
|    | Italia (bandiera) | D     | Roberto Vianello  |
|    | Italia (bandiera) | D     | Giuseppe Vitillio |
|    | Italia (bandiera) | D     | Walter Zanni      |
|    | Italia (bandiera) | C     | Massimo Zanzi     |
|    | Italia (bandiera) | A     | Cesare Zappoli    |